# Střelická kotlina
Střelická kotlina je geomorfologický okrsek na jižní Moravě, jihozápadně od města Brna. Je součástí podcelku Lipovské vrchoviny, která je částí Bobravské vrchoviny.
Jedná se o sníženinu v brněnském masivu. Kotlina je tvořena granodiority a diority brněnského plutonu, které jsou překryty neogenními a čtvrtohorními sedimenty. Nejvyšší bod na severozápadě kotliny dosahuje nadmořské výšky 377 m.
Na území Střelické kotliny se nachází převážně pole a zástavba několika obcí (Popůvky, Troubsko, Střelice, Ostopovice). Osou kotliny ve směru severozápad – jihovýchod protéká Troubský potok. Kotlinou prochází železniční trať Brno–Střelice a podél jejího severního okraje také dálnice D1.